# Aclytia maria
Aclytia maria är en fjärilsart som beskrevs av M.Gaede 1926. Aclytia maria ingår i släktet Aclytia och familjen björnspinnare. Inga underarter finns listade i Catalogue of Life.